# Аурискальпієві
Аурискальпієві (Auriscalpiaceae) — родина грибів порядку русулальні (Russulales). Поширена космополітично, найбільше представлена в помірному поясі. Представники — сапротрофи або паразити на деревині. Іноді викликають білу гниль деревини.
За інформацією 10-го видання Словника грибів (Dictionary of the Fungi), родина містить 6 родів і 38 описаних видів.